# Vie Cave

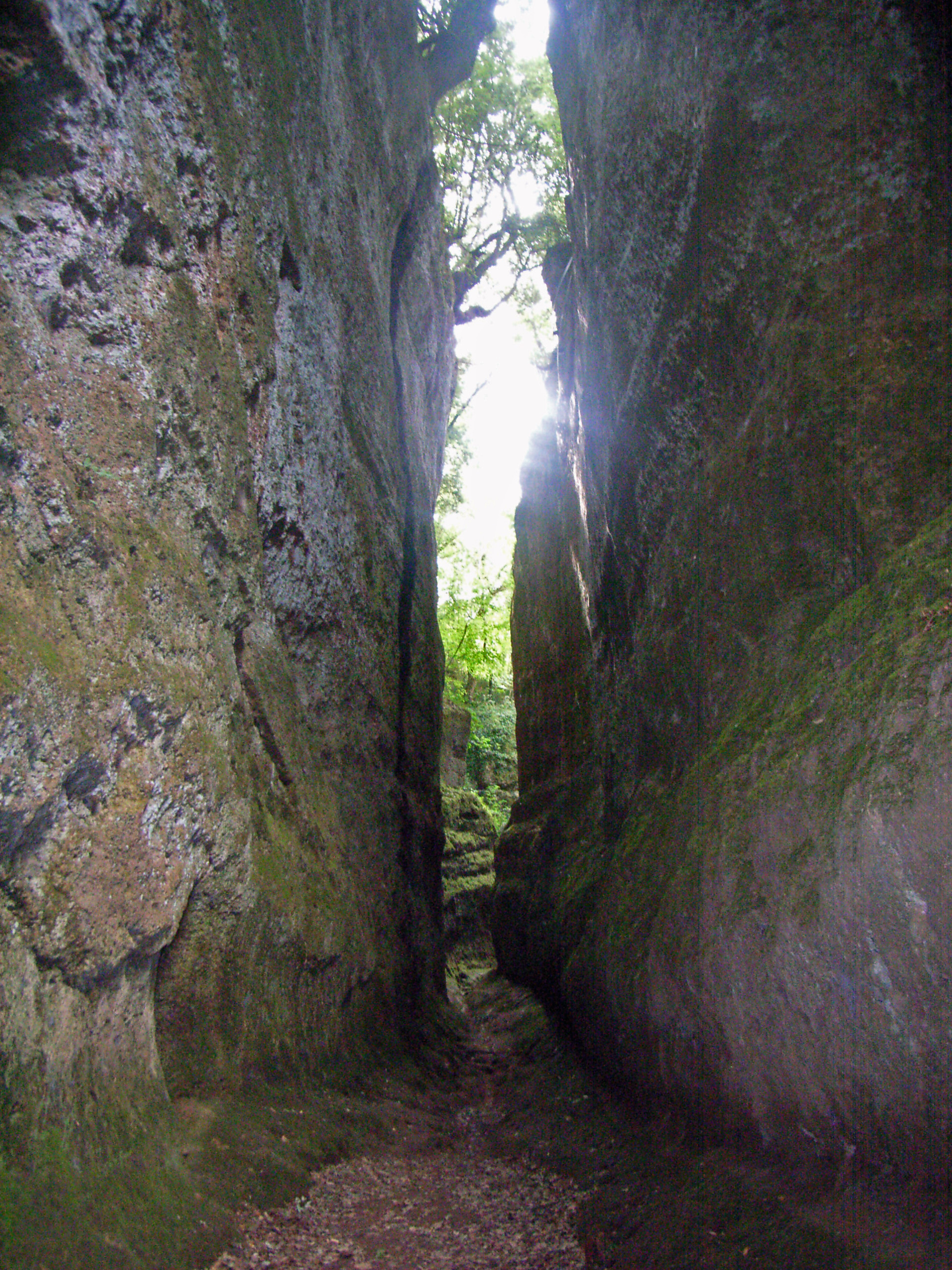
Via Cava nella necropoli di Sovana

Le Vie Cave, denominate anche Cavoni, costituiscono una suggestiva rete viaria di epoca etrusca che collega vari insediamenti e necropoli nell'area compresa tra Sovana, Sorano e Pitigliano (provincia di Grosseto), sviluppandosi prevalentemente in trincea tra ripide pareti rocciose di tufo, a tratti alte oltre i venti metri: queste caratteristiche costituivano anche un efficace sistema di difesa contro possibili invasori.
In epoca romana, le Vie Cave entrarono a far parte di un sistema viario che si connetteva al tronco principale della via Clodia, antica strada di collegamento tra Roma e Saturnia, attraverso la città di Tuscania, che si diramava dalla via Cassia in territorio laziale.
Le Vie Cave costituiscono oggi un habitat ideale per varie specie di felci, come lo Scolopendrium Vulgare e l'Adiantum Capillus Veneris, meglio noto come Capelvenere.

## Vie Cave di Sovana
Attorno a Sovana, le vie cave si snodano all'interno e attorno all'area archeologica, ricongiungendosi successivamente a quelle provenienti da Sorano e Pitigliano. Le principali sono la via cava del Cavone, la via cava di San Sebastiano e la via cava di Poggio Prisca.

## Vie Cave di Sorano
Intorno a Sorano le vie cave hanno inizio uscendo dalla porta dei Merli e scendendo nel fondovalle del torrente Lente.
La via cava di San Rocco risale il versante opposto del paese costeggiando i ruderi della chiesa di San Rocco, edificio religioso in stile romanico che conserva tratti delle originarie strutture murarie. Dietro i ruderi della chiesa si estende una vasta necropoli etrusca con tombe scavate nel tufo.
Nei dintorni di Poggio San Rocco e di Poggio Croce si trovano anche numerose tombe etrusche a colombario, che si presentano come celle scavate nella roccia disposte in più file l'una sopra l'altra: dall'Alto Medioevo in poi queste antiche tombe vennero usate come ricovero per i colombi.

## Vie Cave di Pitigliano

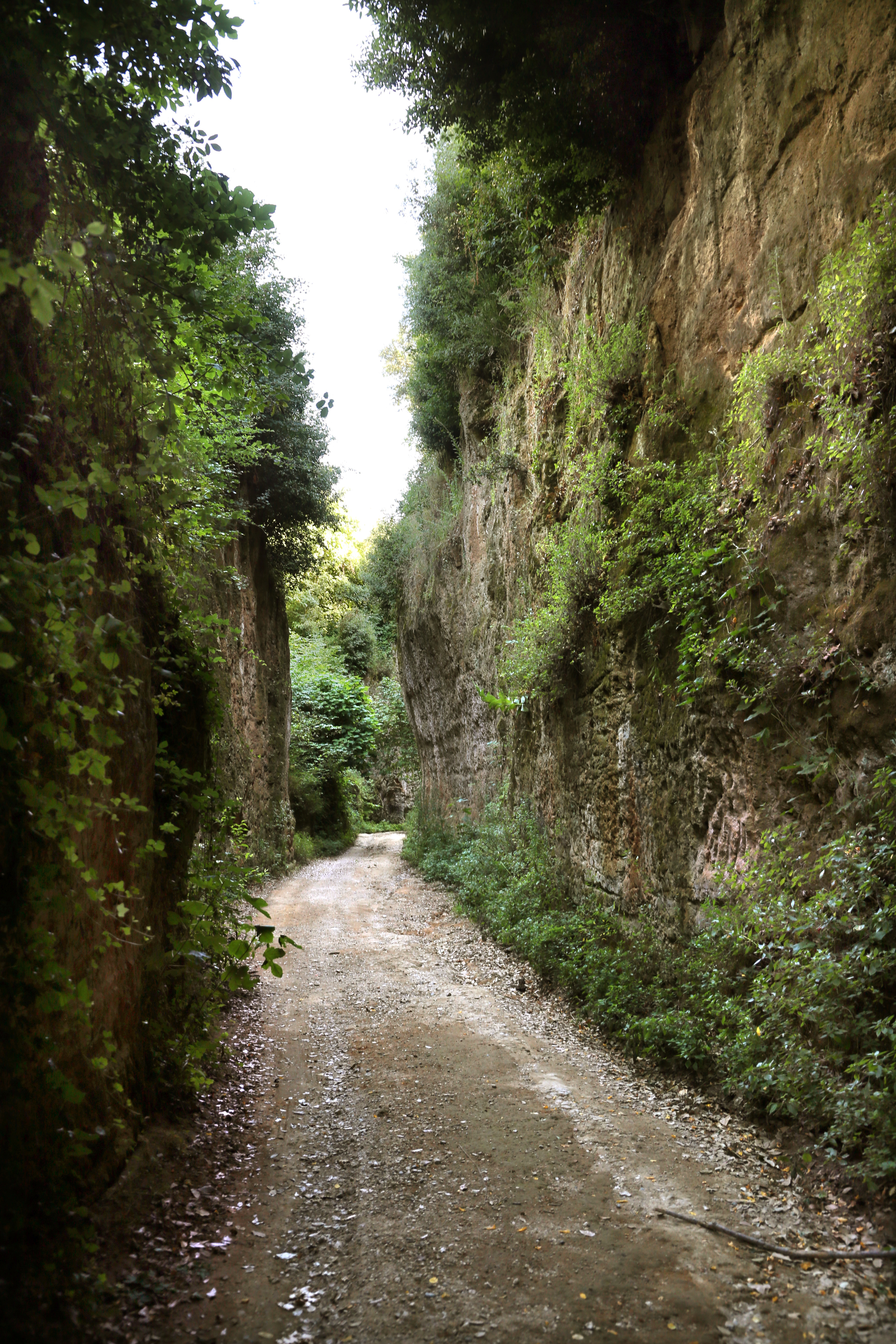
Via Cava del Gradone a Pitigliano

Intorno a Pitigliano, si sviluppano varie vie cave, tra cui quella diretta verso l'area archeologica di Sovana.
Tra le altre, sono da ricordare:
- Via cava del Gradone, a sud del centro al di là del fiume Meleta, ove si articola anche il Museo archeologico all'aperto Alberto Manzi: lungo l'anello viario si trova la seicentesca cappella dei Santi Apostoli Giacomo e Filippo
- Via cava di San Giuseppe
- Via cava di Fratenuti
- Via cava della Madonna delle Grazie, che si sviluppa a sud-ovest dell'abitato attorno al santuario della Madonna delle Grazie